# Ria Bartok
Marie-Louise Pleiss, de nombre artístico Ria Bartok (28 de enero de 1943 Einbeck, Alemania – 2 de marzo de 1970 París) fue una cantante francesa de pop yeyé.
Bartok era hija de un cantante de ópera. Vio su primer éxito a la edad de 20 años con la canción «Parce que j'ai revu François». Fue parte de la ola yeyé de la década de 1960, pero tuvo dificultades para darse a conocer al público en general debido a que fue pronto eclipsada por otros cantantes de su generación como Johnny Hallyday, Sylvie Vartan y Richard Anthony. 
Bartok, no obstante, vio su éxito más grande con la canción «Et quelque chose me dit».
Su último concierto en Francia fue el 13 de mayo de 1967. Falleció de manera repentina en 1970, en un incendio accidental a la edad de 27 años.

## Discografía seleccionada
- «Parce que j'ai revu François» (después de que Johnny Hallyday Parce que j'ai revu Linda) – su primer éxito en la edad de 20
- «Écoute mon cœur»
- «J'y pense tout bas»
- «C'est bien fait»
- «Et quelque chose me dit»
- «N'importe quoi»
- «Un baiser»
- «Ce monde» (también cantado por Richard Anthony)
- «Diggedle Boeing» (también llamado en inglés como «See if I Care»)